# Helictopleurus halffteri
Helictopleurus halffteri là một loài bọ cánh cứng trong họ Bọ hung (Scarabaeidae).